# Wapen van Oudelande

Wapen van Oudelande

Het wapen van Oudelande werd op 31 juli 1817 bevestigd door de Hoge Raad van Adel aan de Zeeuwse gemeente Oudelande. Per 1970 ging Oudelande op in de gemeente Borsele. Het wapen van Oudelande is daardoor definitief komen te vervallen als gemeentewapen.

## Blazoenering
De blazoenering van het wapen luidde als volgt:
In zilver een half-aanziend manshoofd van natuurlijke kleur. 
De heraldische kleuren zijn zilver (wit) en natuurlijke kleuren. In het register van de Hoge Raad van Adel zelf wordt geen beschrijving gegeven, maar een afbeelding.

## Verklaring
Het gemeentewapen vormde eerder het heerlijkheidswapen van heerlijkheid Oudelande. In de 17e eeuw wordt een wapen vermeld in de Nieuwe Cronyk van Zeeland van Smallegange. De site Nederlandse Gemeentewapens vermoedt dat het hier gaat om een sprekend wapen als verwijzing naar Oudemansland.